# Листоноси змии
Листоносите змии (Phyllorhynchus) са род влечуги от семейство Смокообразни (Colubridae).
Таксонът е описан за пръв път от норвежкия биолог Леонард Хес Щейнегер през 1890 година.

## Видове
- Phyllorhynchus browni
- Phyllorhynchus decurtatus